# Степанова, Розалия Михайловна
Розалия Михайловна Степанова (род. 26 декабря 1934 года, Харьков) — американская писательница, лектор, эссеистка, инженер по автоматизации. Пишет на русском языке.

## Биография
Розалия Степанова (Rozalia Stepanova) родилась в Харькове 26 декабря 1934 г. Родители — Михаил Исаакович Рабинович и Зина Зусьевна Фельдман, муж Игорь Вячеславович Степанов. В 1937 г. вместе с семьёй переехала в Москву, откуда в 1941 г. эвакуировалась в Челябинск. По возвращении окончила школу № 43, известную не только шефством над ней Дома учёных (см. публикации журнала «Огонёк»), но своим директором, заслуженной учительницей РСФСР Любовью Георгиевной Багдасаровой, которая в 1937—1939 г.г. не побоялась приютить у себя дома учеников, чьи родители были репрессированы.
В 1952 г. поступила в Московский Нефтяной институт (ныне — Российский государственный университет нефти и газа), выгодно отличавшийся от большинства Московских ВУЗов тем, что, благодаря своему директору А. Г. Сердию, здесь при приёме не дискриминировали евреев.
Получив в 1957 году диплом инженера по автоматизации нефтеперерабатывающих производств (эквивалент степени Master of Science), Розалия Степанова работала инженером-проектировщиком и научным сотрудником в КБ и НИИ, а также научным редактором во Всесоюзном издательстве ««Химия».
Когда на волне потепления отношений США и СССР президент Рейган получил разрешение президента Горбачёва впервые открыть в СССР филиал американского университета и под крылом бизнес-школы Нью-Йоркского Touro College в Москве удалось начать занятия на факультете иудаизма, Розалия Степанова была в числе тех, кто ринулся получать знания, доступ к которым в советское время был полностью перекрыт. В период трёхмесячной стажировки в Израильской Ешиве «Алон Швут», она убедила профессора Иерусалимского университета Элияху Рипса написать ознакомительную работу об открытых им Кодах Торы и приняла участие в её создании. В результате, статья «Скрытый код в Книге Бытия» была напечатана в московском журнал «Урания», что явилось первой публикацией об этом открытии на русском языке. Окончив в 1996 г. Московский филиал Нью-Йоркского Touro college (первый выпуск в России), Розалия Степанова получила степень бакалавра искусств в области иудаики (Bachelor in Arts, Judaic Studies).
С 1997 по 2000 г.г. (до отъезда в США) она вместе с партнёром организовала и успешно вела в Московском Израильском Культурном Центре семинар по иудаизму и клуб интеллигенции «Семейных круг», где прочитала более 80 лекций из разработанных ею курсов:
- Коды Торы (по материалам проф. Элияху Рипса);
- Живая нить еврейской традиции;
- Выдающиеся деятели мировой цивилизации в их соприкосновении с иудаизмом;
- Деятели «Серебряного века» русской культуры о судьбах еврейства.

Руководство Израильского Культурного центра высоко оценило деятельность Розалии Степановой по ознакомлению московской интеллигенции с духовными богатствами еврейского народа и их влиянием на мировую историю и культуру, отметив, что её усилия способствовали возврату многих евреев к ценностям иудаизма.
На основе своего выступления на 1-й Международной Астрологической Конференции в Москве, Розалия Степанова опубликовала в журнале «Наука и Религия» статью «Сокровенный смысл экзальтации планет».
Для восполнения искусственно созданного в советские времена вакуума информации по еврейской мистике Розалия Степанова перевела на русский язык книги: «Зогар. Книга Сияния» под ред. проф. Гершома Шолема и Зеев Бен Шимон Халеви «Каббала. Традиция тайного знания», вела раздел иудаики Отделения древних знаний Международной академии энергоинформационных наук, почётным членом которой была избрана в 1999 г..
По прибытии в США в 2000 г. читает в еврейском общинном центре Филадельфии JCC Klein Life серию лекций по широкому спектру мировой культуры в её соприкосновении с еврейством, а также ведёт семинар по глубинам иудаизма в компьютерный век.
Регулярно публикуется в русскоязычной прессе США (Филадельфия, Нью-Йорк, Лос-Анджелес, Чикаго), а также в интернет-журналах США и Германии.
В 2007 г. в Нью-Йорке вышла в свет книга Розалии Степановой «Горсть накалённых слов», об интересе к которой свидетельствуют 5 опубликованных рецензий, а в 2012 г. — её вторая книга «Ещё одна горсть» из серии ГОРСТЬ НАКАЛЁННЫХ СЛОВ, ПОДСКАЗАННЫХ ЕВРЕЙСКИМ СЕРДЦЕМ, на которую опубликовано 2 рецензии. В 2017 вышла третья книга этой серии «Записки Разгадчицы».
В 2013 г. в Трудах российской конференции, посвящённой 175-летию гибели Грибоедова, напечатана работа Розалии Степановой «Неординарные обстоятельства рождения А. С. Грибоедова и их вынужденное дружное замалчивание».

## Произведения
Книги
- Горсть Накаленных Слов (2007) ISBN 1-930308-91-4 (The Handful of Incandescent Words)
  - Горсть Накаленных Слов — WorldCat Online Computer Library Center
- Ещё одна горсть (2012) ISBN 978-1-4276-5348-2 (Still One Handful)
  - Еще одна горсть — WorldCat Online Computer Library Center
- Записки разгадчицы (2017) ISBN 978-1-5463-1373-1 (The Essays of a Riddle Solver)

## Публикации
- Журнал «Наука и религия» (Россия)
- Журнал «Урания» (Россия)
- Журнал «Слово/Word» (США, Нью-Йорк)
- Альманах «Панорама» (США, Лос-Анджелес)
- Газеты «Вечер», «Еврейская Жизнь», «Навигатор», «Посредник» (США, Филадельфия)
- Газета «Еврейский Мир» (США, Нью-Йорк)
  - Непрошеный спаситель тонувшей России
- Газета «Шалом» (США, Чикаго)
- Интернет-журнал «Литературная гостиная» (США)
- Интернет-журнал «Средний Запад» (США, Сент-Луис)
- Интернет-журнал «Семь искусств» (Германия) Сайт журнала: http://7iskusstv.com/
  - N45: Уж лучше бы Ленин нашёл ему мазь… 
  - N64: Ах, матушка, невместна ваша роль! Неординарные обстоятельства рождения А. С. Грибоедова и их вынужденно дружное замалчивание
- Интернет-газета philaru.com (недоступная ссылка) (США, Филадельфия)
  - Взгляд Из Сегодняшнего Дня, Судьба А. Меня как пример и урок, Каббала в современном мире, Так не бывает! И все же…, Cмертельная схватка лидера сионизма и рупора нацизма в одном женском сердце, Несравненная, неподражаемая, непреклонная
- Интернет-журнал «Слово/Word»
  - N52: Обманчивый псевдоним Саши Чёрного
  - N53: Справедливость к Рихарду Вагнеру
  - N54: Невыдуманная история Риголетто при дворе Петра
  - N61: Александр Чижевский — солнцепоклонник
  - N66: О Фёдоре Ивановиче Тютчеве
- Журнал-газета «Мастерская» (Германия)
  - Влюбившийся в иудаизм антисемит Розанов (3/2014)
  - Бердяев о еврейской судьбе (3/2014)
  - Отыскать в стоге сена не иголку, а нить (6/2014)
- Интернет-форум Forum Daily — Голос Русскоязычной Америки
  - Убийство и великодушие. Две матери, два сына
- «Берега»: печатный орган Иудейского религиозного объединения в республике Беларусь
- Информационно-аналитическое издание Еврейской Конфедерации Украины «Еврейский Обозреватель»